# Harald Ostenfeld
Harald Ostenfeld (født 6. oktober 1864 i Hvirring Sogn, død 24. oktober 1934 i København) var biskop over Sjællands Stift (1911-1922) og fortsatte i Københavns Stift (1922-1932). Han var broder til Asger Ostenfeld.
Ostenfeld blev teologisk kandidat 1887, var derefter på rejser i udlandet og blev kapellan i Bandholm 1890, på Frederiksberg 1893, sognepræst ved Skt. Lukaskirken 1897, ved Solbjerg Kirke 1908 og provst på Frederiksberg samme år. 1911 udnævntes han til Sjællands biskop. I flere år var Ostenfeld formand for den danske Præsteforening og redaktør af dens blad. Ostenfeld tilhørte ikke nogen bestemt kirkelig retning. Han har modtaget stærk påvirkning fra engelsk kirkeliv og er i første række interesseret for det praktiske kirkelige arbejde, således for Københavns kirkesag, for kirkens sociale arbejde og for indbyrdes forståelse mellem kirkeafdelinger og mellem nationer. Efter 1. verdenskrig deltog han i det internationale kirkelige arbejde for at skabe fred og forståelse. 1923 besøgte han efter indbydelse de danske kirker i USA, og samme år udnævntes han til æresdoktor i teologien ved Lunds Universitet.
Den 2. december 1890 blev Ostenfeld gift med sin kusine Johanne Seidelin (født 28. juni 1869 i København, død 18. december 1901), datter af professor ved ved Polyteknisk Læreanstalt (i dag Danmarks Tekniske Universitet) Carl Julius Ludvig Seidelin (født 8. august 1833 i København, død 20. oktober 1909 i København) og Bolette Juliane Skovgaard (født 16. februar 1942, død 20. maj 1900). De havde seks børn, født mellem 1891 og 1901.